# Calliphora echinosa
Calliphora echinosa este o specie de muște din genul Calliphora, familia Calliphoridae, descrisă de Grunin în anul 1970. Conform Catalogue of Life specia Calliphora echinosa nu are subspecii cunoscute.